# Krzysztof Ogłoza
Krzysztof Ogłoza (ur. 29 sierpnia 1979 w Chojnowie) – polski aktor.
Absolwent Akademii Teatralnej w Warszawie z 2003 roku. Od 2003 aktor Teatru Dramatycznego w Warszawie.

## Filmografia
- 1998–2003: Miodowe lata –  operator (gościnnie)
- 1999-2007: Na dobre i na złe –  Mateusz "Młody", pomocnik Serafina (gościnnie)
- 2000–2007: Plebania –  podopieczny księdza Adama (gościnnie)
- 2001: Człowiek magnes –  Artur Duży
- 2003–2004: Glina –  strażnik miejski (gościnnie)
- 2005: Oda do radości –  pan młody
- 2005: Wróżby kumaka –  Witek
- 2005–2007: Magda M. –  Mateusz, student walczący o uznanie ojcostwa (gościnnie)
- 2006: Oficerowie –  policjant Witek (gościnnie)
- 2006: Fałszerze – powrót Sfory –  Klucha
- 2006: Mrok – syn Tkaczyka (gościnnie)
- 2007: Kryminalni – Norbert Rejko, brat Macieja (odc. 83)
- 2008: Czas honoru – Kostrzewski, więzień Pawiaka
- 2009: Jak żyć? jako Kuba
- 2009: Drzazgi jako Seba
- 2010: Handlarz cudów jako pacjent
- 2012: Prawo Agaty jako Krzysztof Miłek (odc. 23 i 28)